# Esporte Clube Novo Hamburgo
L'Esporte Clube Novo Hamburgo, noto anche semplicemente come Novo Hamburgo, è una società calcistica brasiliana con sede nella città di Novo Hamburgo, nello stato del Rio Grande do Sul.

## Storia
Il 1º maggio 1911, i dipendenti della fabbrica Adams Footwear fondarono un'associazione. In quel giorno, durante le celebrazioni della Festa dei lavoratori, come accade ogni anno, ha avuto luogo un evento di fraternizzazione tra i datori di lavoro e i dipendenti della fabbrica. Dopo che il barbecue si concluse, si decise di giocare a calcio. Manoel Lopes Mattos, João Scherer, Aloys Auschild, Manoel Outeiro, João Tamujo e Adão Steigleder decisero di fondare una squadra di calcio. Il nome suggerito era Adams Futebol Clube, ma in seguito si decise di usare il nome di Sport Club Novo Hamburgo, più tardi cambiato in Esporte Clube Novo Hamburgo.
Dato che il Brasile entrò nella seconda guerra mondiale nel 1944 al lato degli alleati, il Novo Hamburgo fu costretto a cambiare nome, a causa dell'origine tedesca – Novo Hamburgo significa Nuovo Amburgo. Il nome della città fu cambiato in Marechal Floriano Peixoto e anche il club cambiò nome in Esporte Clube Floriano. Nel 1968, il club è ritornato al suo nome precedente.

## Palmarès

### Competizioni statali
- Campionato Gaúcho: 1

2017
- Campeonato Gaúcho Divisão de Acesso: 2

1996, 2000
- Campeonato da Região Metropolitana: 2

2013, 2014
- Copa FGF: 2

2005, 2013
- Copa ACEG: 2

1982, 1984
- Copa Emídio Perondi: 1

2005
- Campionato di Porto Alegre: 1

1937

## Organico

### Calciatori in rosa
| N. |                                                                                                 | Ruolo | Calciatore         |
| -- | ----------------------------------------------------------------------------------------------- | ----- | ------------------ |
|    | [[File:{{Naz/{{{nazione}}}\|a}}\|class=noviewer\|{{Naz/{{{nazione}}}\|c}} (bandiera)\|20x16px]] | P     | Matheus Cavichioli |
|    | [[File:{{Naz/{{{nazione}}}\|a}}\|class=noviewer\|{{Naz/{{{nazione}}}\|c}} (bandiera)\|20x16px]] | P     | Max                |
|    | [[File:{{Naz/{{{nazione}}}\|a}}\|class=noviewer\|{{Naz/{{{nazione}}}\|c}} (bandiera)\|20x16px]] | P     | Matheus Kerstner   |
|    | [[File:{{Naz/{{{nazione}}}\|a}}\|class=noviewer\|{{Naz/{{{nazione}}}\|c}} (bandiera)\|20x16px]] | D     | Júlio Santos       |
|    | [[File:{{Naz/{{{nazione}}}\|a}}\|class=noviewer\|{{Naz/{{{nazione}}}\|c}} (bandiera)\|20x16px]] | D     | Ricardo Schneider  |
|    | [[File:{{Naz/{{{nazione}}}\|a}}\|class=noviewer\|{{Naz/{{{nazione}}}\|c}} (bandiera)\|20x16px]] | D     | Marcão             |
|    | [[File:{{Naz/{{{nazione}}}\|a}}\|class=noviewer\|{{Naz/{{{nazione}}}\|c}} (bandiera)\|20x16px]] | D     | Léo                |
|    | [[File:{{Naz/{{{nazione}}}\|a}}\|class=noviewer\|{{Naz/{{{nazione}}}\|c}} (bandiera)\|20x16px]] | D     | Ângelo             |
|    | [[File:{{Naz/{{{nazione}}}\|a}}\|class=noviewer\|{{Naz/{{{nazione}}}\|c}} (bandiera)\|20x16px]] | D     | Brida              |
|    | [[File:{{Naz/{{{nazione}}}\|a}}\|class=noviewer\|{{Naz/{{{nazione}}}\|c}} (bandiera)\|20x16px]] | D     | Assis              |

| N. |                                                                                                 | Ruolo | Calciatore      |
| -- | ----------------------------------------------------------------------------------------------- | ----- | --------------- |
|    | [[File:{{Naz/{{{nazione}}}\|a}}\|class=noviewer\|{{Naz/{{{nazione}}}\|c}} (bandiera)\|20x16px]] | C     | Tiago Ott       |
|    | [[File:{{Naz/{{{nazione}}}\|a}}\|class=noviewer\|{{Naz/{{{nazione}}}\|c}} (bandiera)\|20x16px]] | C     | Jardel          |
|    | [[File:{{Naz/{{{nazione}}}\|a}}\|class=noviewer\|{{Naz/{{{nazione}}}\|c}} (bandiera)\|20x16px]] | C     | Danilo Goiano   |
|    | [[File:{{Naz/{{{nazione}}}\|a}}\|class=noviewer\|{{Naz/{{{nazione}}}\|c}} (bandiera)\|20x16px]] | C     | Júlio Abu       |
|    | [[File:{{Naz/{{{nazione}}}\|a}}\|class=noviewer\|{{Naz/{{{nazione}}}\|c}} (bandiera)\|20x16px]] | C     | Conrado         |
|    | [[File:{{Naz/{{{nazione}}}\|a}}\|class=noviewer\|{{Naz/{{{nazione}}}\|c}} (bandiera)\|20x16px]] | C     | Jeff Silva      |
|    | [[File:{{Naz/{{{nazione}}}\|a}}\|class=noviewer\|{{Naz/{{{nazione}}}\|c}} (bandiera)\|20x16px]] | A     | João Paulo      |
|    | [[File:{{Naz/{{{nazione}}}\|a}}\|class=noviewer\|{{Naz/{{{nazione}}}\|c}} (bandiera)\|20x16px]] | A     | Jefferson Assis |
|    | [[File:{{Naz/{{{nazione}}}\|a}}\|class=noviewer\|{{Naz/{{{nazione}}}\|c}} (bandiera)\|20x16px]] | A     | Juninho Brandão |
|    | [[File:{{Naz/{{{nazione}}}\|a}}\|class=noviewer\|{{Naz/{{{nazione}}}\|c}} (bandiera)\|20x16px]] | A     | Branquinho      |